# Pandż
Pandż (dawniej: Piandż, tadż. Панҷ) – rzeka w północno-wschodnim Afganistanie i w południowym Tadżykistanie. Długość – 1125 km, powierzchnia zlewni – 114 tys. km².
Pandż powstaje w wysokich górach pogranicza Pamiru i Hindukuszu z połączenia rzek Pamir i Wachan. Na całej swej długości stanowi granicę afgańsko-tadżycką. Początkowo płynie na zachód, u stóp gór Hindukuszu zatacza łuk na północ, a potem z powrotem na południe i dalej płynie na zachód. Przyjmuje prawy dopływ Murgab, a następnie łączy się z Wachszem, tworząc Amu-darię.
Od 2003 we współpracy międzynarodowej budowane są graniczne mosty na Pandżu – w Pandżi Pojon, Chorog, Tem, Darwaz i Iszkaszim.